# Commentaire bernois
Le Commentaire bernois (en allemand Berner Kommentar, abrégé en BK ou BeKo) est une série de commentaires juridiques traitant du droit privé suisse, en particulier du Code civil et du Code des obligations. Ils sont publiés par Stämpfli à Berne. 

## Rédacteurs et auteurs
Le Commentaire bernois remonte à Max Gmür, qui l'a fondé en 1909. Les auteurs des volumes individuels sont différents spécialistes des domaines juridiques respectifs. 
Au fil des ans, le commentaire de Berne est devenu le commentaire le plus complet sur le droit privé suisse. Des volumes sur le Code de procédure civile sont désormais également publiés. La série est mise à jour grâce à de nouvelles éditions régulières et la rédaction de volumes supplémentaires le cas échéant. 